# Žalostná
Žalostná (historyczna nazwa niem. Reibernap, cz. Nad chatou) – szczyt (góra) o wysokości 1352 m n.p.m. (podawana jest też wysokość 1351 m n.p.m., 1351,7 m n.p.m.  lub 1351,9 m n.p.m.), będący grupą skalną w paśmie górskim Wysokiego Jesionika (cz. Hrubý Jeseník), w północno-wschodnich Czechach, w Sudetach Wschodnich, na Śląsku, w obrębie gminy Bělá pod Pradědem, oddalony o około 12,3 km na północny zachód od szczytu góry Pradziad (cz. Praděd). Rozległość góry (powierzchnia stoków) szacowana jest na około 4,2 km², a średnie nachylenie wszystkich stoków wynosi około 16°.

## Charakterystyka

### Lokalizacja

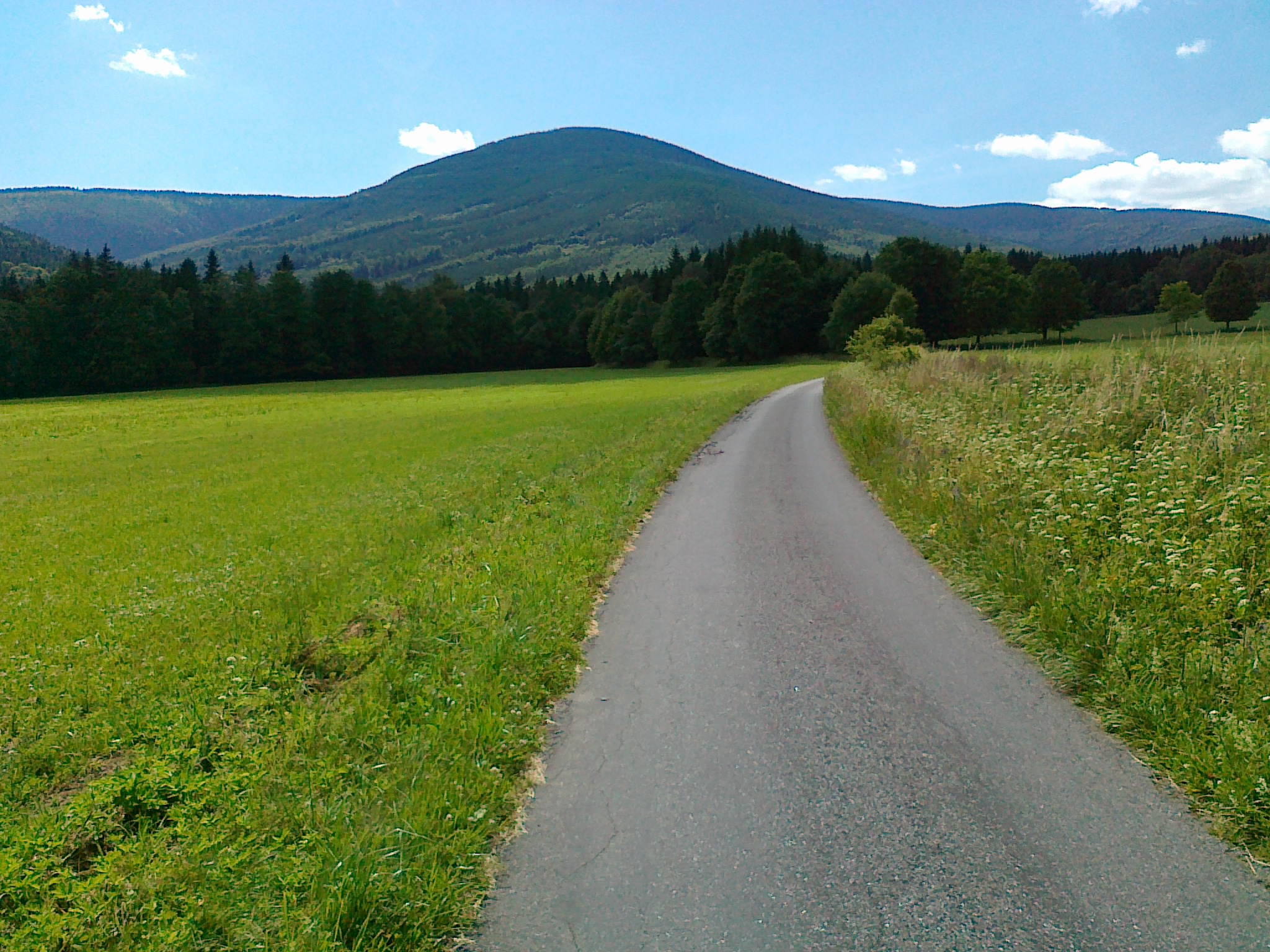
Widok z czerwonego szlaku rowerowego, blisko miejscowości Bělá pod Pradědem na górę Žalostná (2019 rok)

Góra Žalostná położona jest w północno-zachodnim rejonie całego pasma Wysokiego Jesionika, leżąca w części Wysokiego Jesionika, w środkowo-północnym obszarze (mikroregionu) o nazwie Masyw Keprníka (cz. Keprnická hornatina), sprawiając wrażenie „doczepionej” od wschodu do góry Keprník. Jest szczytem rozpoznawalnym i widocznym z drogi okalającej połać szczytową góry Pradziad (widoczny po prawej stronie górującego szczytu Keprník) czy też z innego charakterystycznego punktu widokowego – z drogi okalającej szczyt góry Dlouhé stráně (widoczny po prawej stronie szczytu Keprník, nad szczytem Červená hora). Ponadto górę rozpoznać można z wielu pobliskich, niektórych odkrytych miejsc w wachlarzu kierunków od południowego poprzez wschodni do północnego. Góra widoczna jest m.in. sprzed kapliczki przy źródle Vřesová studánka, ze szczytów gór Točník i Šumný czy też sprzed schroniska turystycznego chata Jiřího na Šeráku.
Górę ograniczają: od zachodu przełęcz o wysokości 1344 m n.p.m. w kierunku szczytu Keprník (najwyższa przełęcz Masywu Keprníka), od północnego zachodu dolina potoku o nazwie Bystrý potok, od północy dolina potoku Keprnický potok, od południowego wschodu i południa dolina potoku Rudohorský potok oraz od południowego zachodu dolina nienazwanego potoku, będącego dopływem potoku Rudohorský potok. W otoczeniu góry znajdują się następujące szczyty: od zachodu Keprník, od północnego zachodu Šerák, od północy Šumný, od północnego wschodu Spálená stráň, Nad Výrovkou i Domašovský kopec (szczyt leży już w Górach Opawskich (cz. Zlatohorská vrchovina)), od wschodu Hříbkova hora i Bršť (oba szczyty leżą w Górach Opawskich), od południowego wschodu Točník oraz od południa Keprník–JV.

### Stoki
W obrębie góry można wyróżnić trzy następujące zasadnicze stoki:
- północno-wschodni o nazwie V Žalostné
- wschodni
- południowo-wschodni

Górne partie wszystkie stoków od wysokości mniej więcej 900 m n.p.m. w górę są zalesione w zdecydowanej większości borem świerkowym, natomiast poniżej tej wysokości występują wszystkie typy zalesienia: bór świerkowy, las mieszany oraz las liściasty. Na stokach występują przesieki, przecinki i polany. Ponadto na stoku zachodnim występuje kilka większych skalisk oraz na wysokości około 1150 m n.p.m. grupa skalna.
Stoki mają stosunkowo jednolite i zróżnicowane nachylenia. Średnie nachylenie stoków waha się bowiem od 13° (stok wschodni) do 20° (stok południowo-wschodni). Średnie nachylenie wszystkich stoków góry (średnia ważona nachyleń stoków) wynosi około 16°. Maksymalne średnie nachylenie stoku wschodniego, niedaleko połaci szczytowej (na wysokościach około 1250 m n.p.m.) na odcinku 50 m nie przekracza 40°. Wszystkie stoki pokryte są siecią nieoznakowanych dróg oraz ścieżek. Przemierzając je zaleca się korzystanie ze szczegółowych map, z uwagi na zawiłości ich przebiegu, zalesienie oraz zorientowanie w terenie.

#### Leśny cmentarz Rudohoří

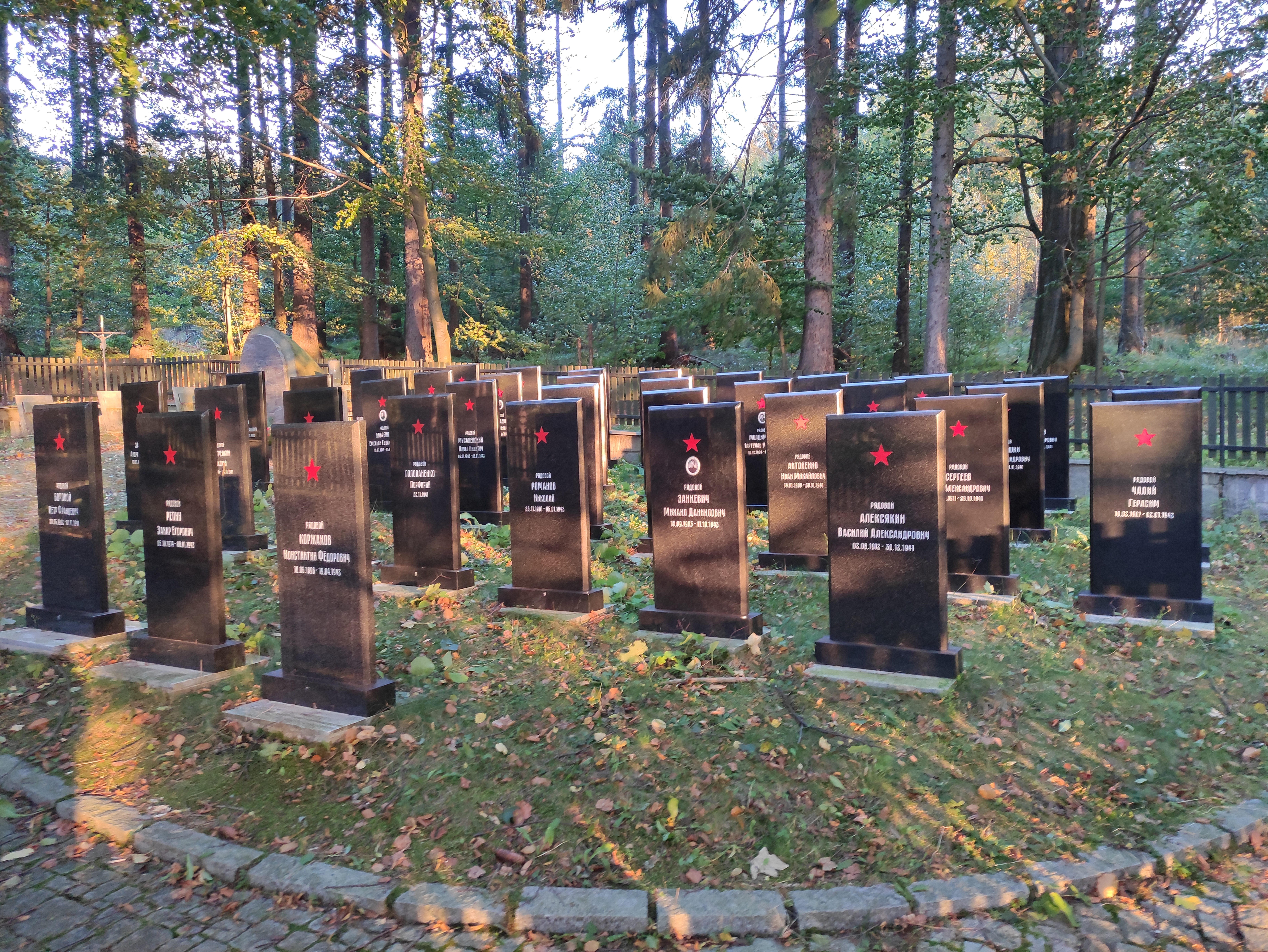
Leśny cmentarz Rudohoří (2021 rok)

U podnóża stoku wschodniego góry, przy niebieskim szlaku turystycznym , w odległości około 2,5 km od miejscowości Bělá pod Pradědem znajduje się leśny cmentarz Rudohoří (cz. Lesní hřbitov Rudohoří'), zmarłych na tyfus, pracujących w lesie podczas II wojny światowej 36 rosyjskich jeńców wojennych, więzionych w obozie Rudohoří oraz 9 obywateli narodowości niemieckiej, zmarłych w sierpniu 1945 roku w obozie internowania, skąd mieli być przesiedleni. Cmentarz zrekonstruowano i odnowiono w 2003 roku.

#### Gottwaldův kříž
U podnóża stoku południowo-wschodniego, blisko płynącego potoku Rudohorský potok oraz w pobliżu chaty łowieckiej o nazwie Rudohorská chata, w odległości około 1,6 km na południowy wschód od szczytu znajduje się drewniana kapliczka z odrestaurowanym przez pracowników lasów Republiki Czeskiej (cz. Lesy ČR) w 2010 roku krzyżem w środku o nazwie (cz. Gottwaldův kříž), na którym umieszczono obraz Matki Bożej z Dzieciątkiem. Przy kapliczce tej postawiono kamień pamiątkowy z okolicznościową tablicą. 15 grudnia 1932 roku w pobliżu zginął tu miejscowy mieszkaniec Johann Gottwald podczas wyrębu lasu. Miejsce to było chętnie odwiedzane przez Jindřicha Paseka, uzdrowiciela ze Svratouch oraz osobistego lekarza byłego prezydenta Czechosłowacji, Ludvíka Svobody.

### Szczyt

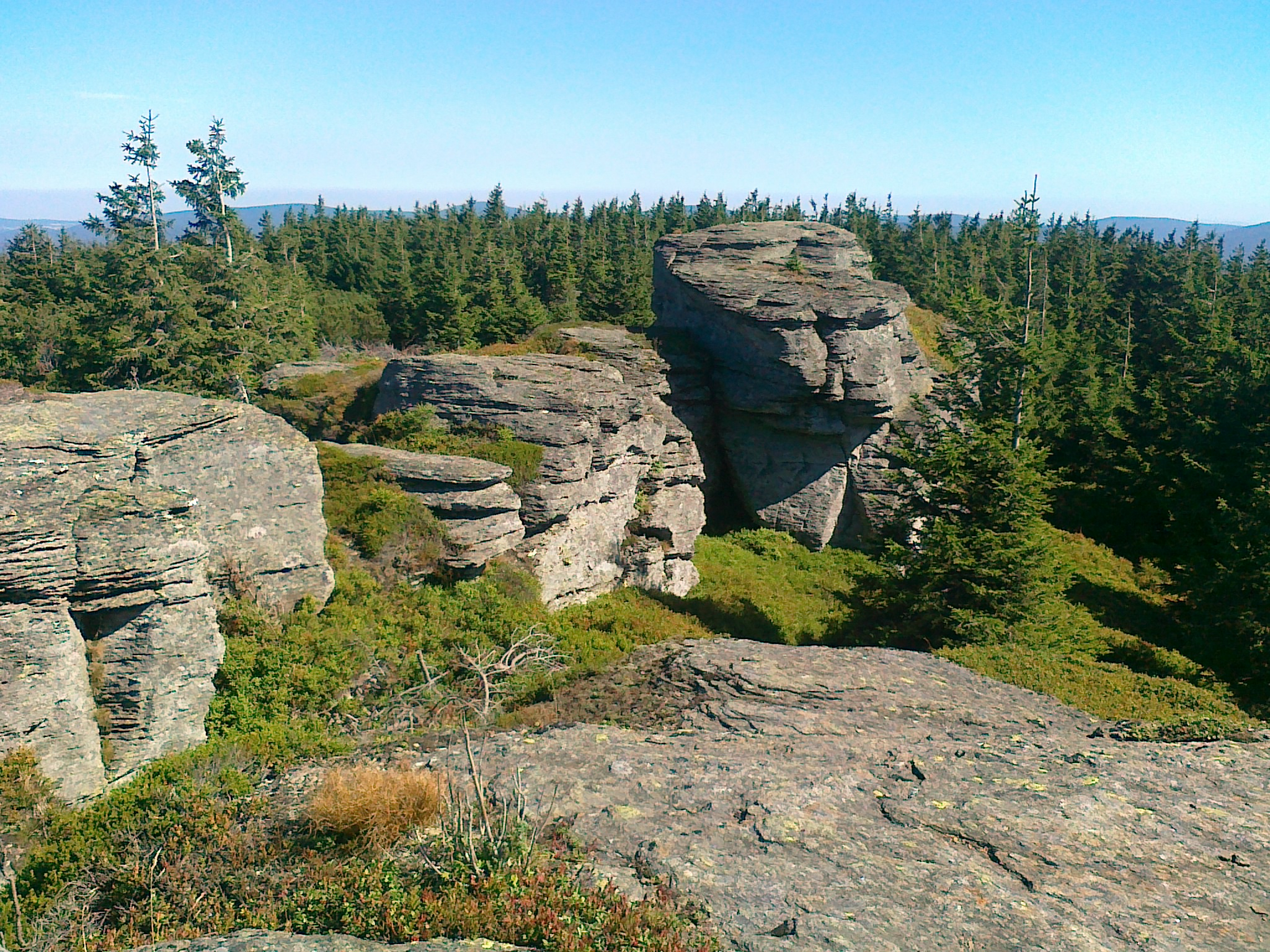
Szczytowa grupa skalna góry Žalostná (2023 rok)

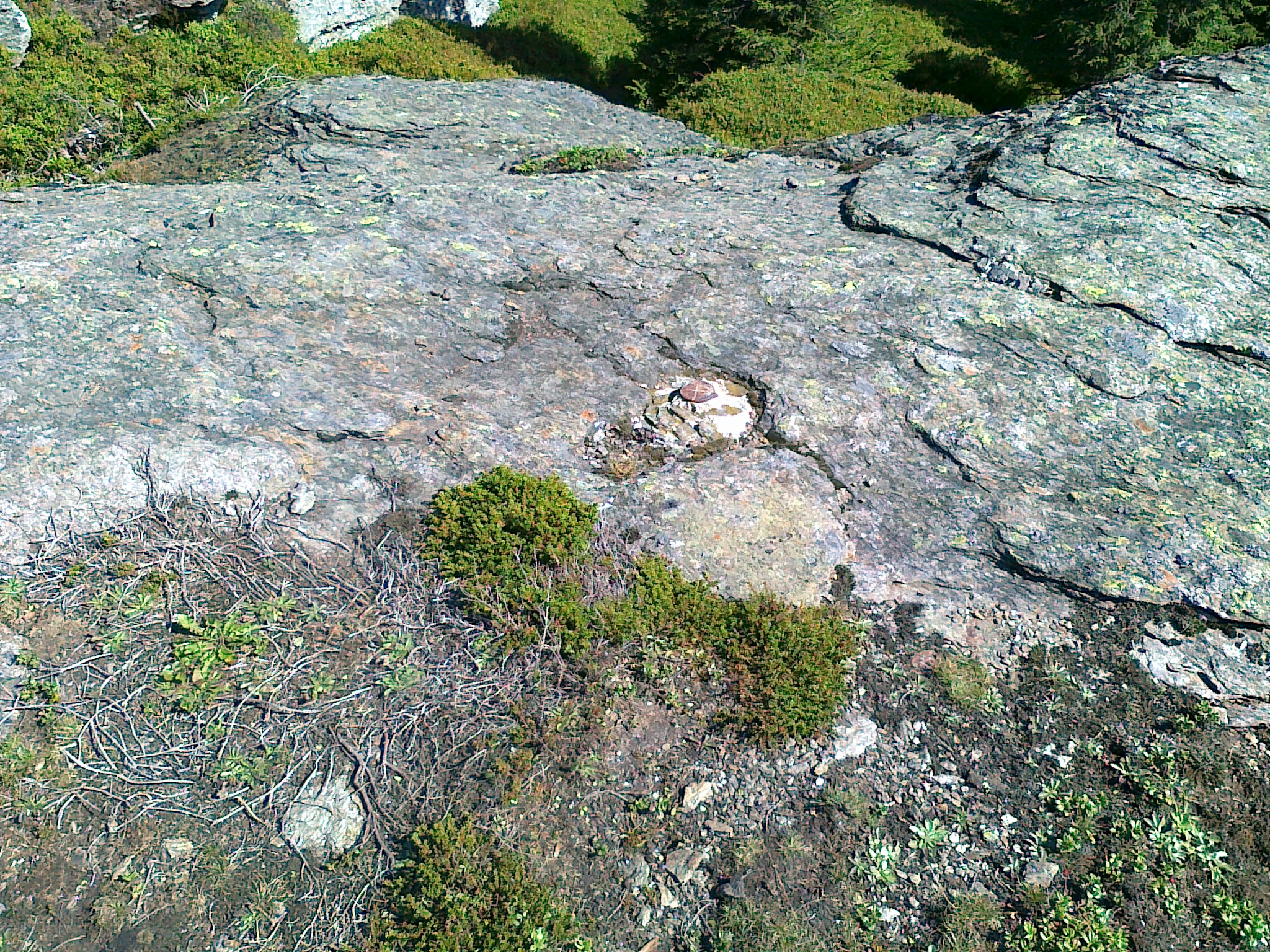
Reper na skalisku szczytowej grupy skalnej góry Žalostná (2023 rok)

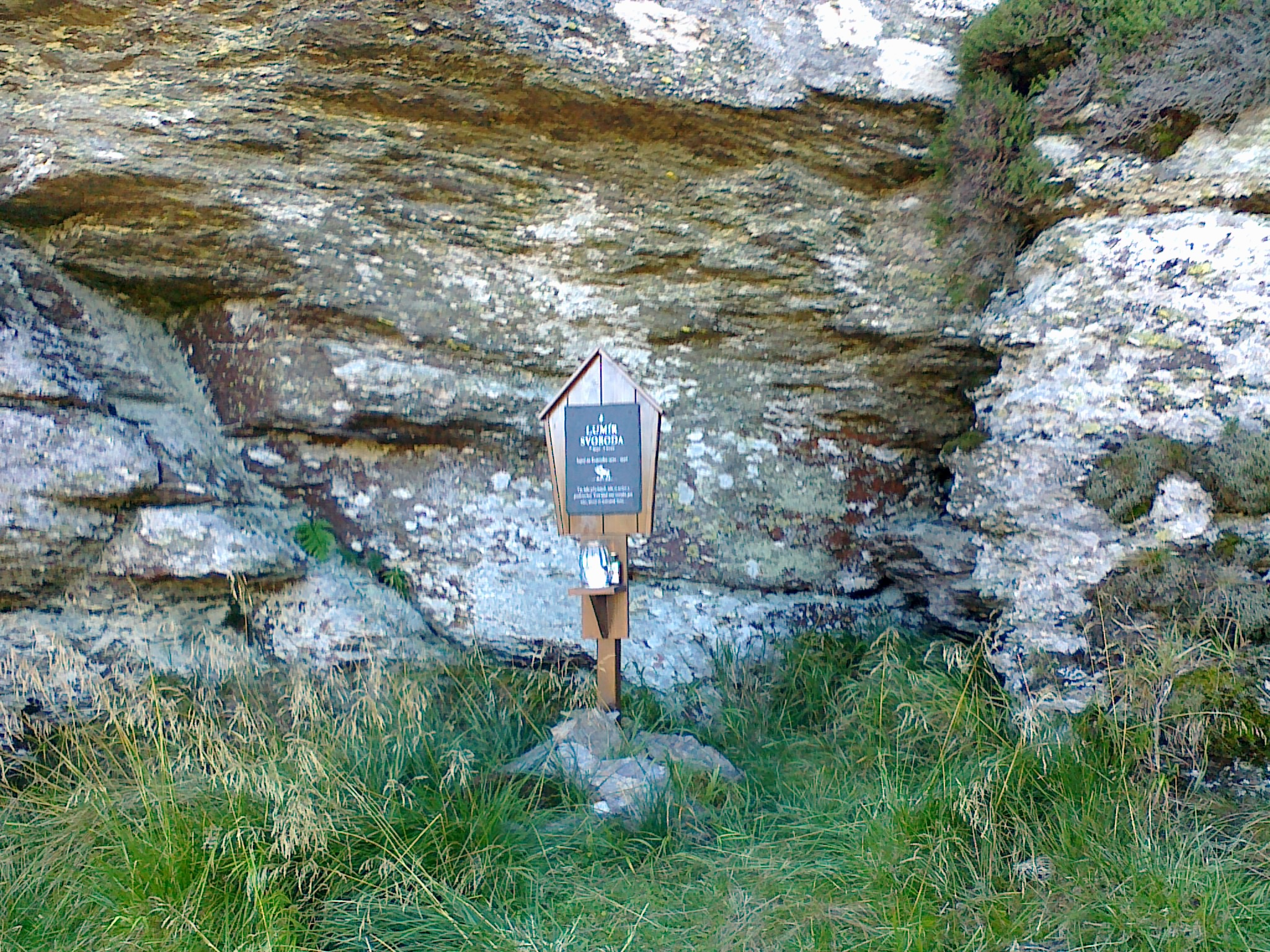
Tablica pamiątkowa przy szczytowej grupie skalnej góry Žalostná (2023 rok)

Na szczyt nie prowadzi żaden znakowany szlak turystyczny. Na połaci szczytowej znajduje się grupa skalna złożona z kilku skalisk, która jest punktem widokowym, z których widać m.in. szczyty gór: Keprník, Vozka czy Červená hora. Na mniej więcej środkowym skalisku znajduje się punkt geodezyjny w postaci reperu, oznaczony na mapach geodezyjnych numerem (248.), o wysokości 1351,70 m n.p.m. oraz współrzędnych geograficznych (50°10′18,51″N 17°07′38,34″E/50,171808 17,127317). Grupa skalna otoczona jest obszarem pokrytym świerkami oraz m.in. bardzo popularną rośliną Wysokiego Jesionika, a mianowicie borówką czarną. Jest możliwość wejścia na niektóre skaliska, ale trzeba zachować ostrożność w poruszaniu się po nich. Przy wschodnim skalisku postawiono na słupku tablicę pamiątkową poświęconą zmarłemu w 2022 roku czeskiemu leśnikowi, Lumírowi Svobodzie, z następującą inskrypcją:

LUMÍR
SVOBODA
*1940 †2022

hajný na Keprníku 1970 – 1996

Ty, kdo přicházíš, tiše si sedni a
poslouchej. Ten klid smí vyrušit jen
vítr, který tě žalostně volá...

Z uwagi na ochronę cennego ekosystemu utworzonego tu narodowego rezerwatu przyrody Šerák-Keprník dojście na szczyt nie jest zalecane, a nawet zabronione. Prowadzi do niego ścieżka (oznakowana białym poziomym paskiem) z czerwonego szlaku turystycznego , biegnącego na sąsiedniej górze Keprník, ale urywa się ona blisko połaci szczytowej. W orientacji w zalesieniu, w umiejscowieniu skalisk szczytowych pomocne mogą okazać się urządzenia z aplikacją GPS.

### Geologia
Pod względem geologicznym góra Žalostná należy do jednostki określanej jako kopuła Keprníka i zbudowana jest ze skał metamorficznych: gnejsów, ortognejsów, erlanów, blasto-mylonitów, łupków łyszczykowych (staurolitu, andaluzytu, granatu, sillimanitu) oraz skał magmowych – meta-granitów. W mroźnym klimacie peryglacjalnym na stoku południowo-wschodnim góry istniał prawdopodobnie niewielki lodowiec górski, po którym pozostał tzw. keprnický kar.

### Wody
Grzbiet główny (grzebień) góry Pradziad, biegnący od przełęczy Skřítek do przełęczy Červenohorské sedlo oraz dalej do przełęczy Ramzovskiej (cz. Ramzovské sedlo) jest częścią granicy Wielkiego Europejskiego Działu Wodnego, dzielącej zlewiska Morza Bałtyckiego i Morza Czarnego . 
Góra położona jest na wschód od tej granicy, należy więc do zlewni Morza Bałtyckiego, do którego płyną wody m.in. z dorzecza Odry, będącej przedłużeniem płynących z tej części Wysokiego Jesionika górskich potoków (m.in. potoków o nazwie: Bystrý potok, Keprnický potok czy Rudohorský potok). Ze stoków płynie kilka krótkich, nienazwanych potoków będących dopływami wspomnianych potoków Keprnický potok i Rudohorský potok.

#### Wodospady

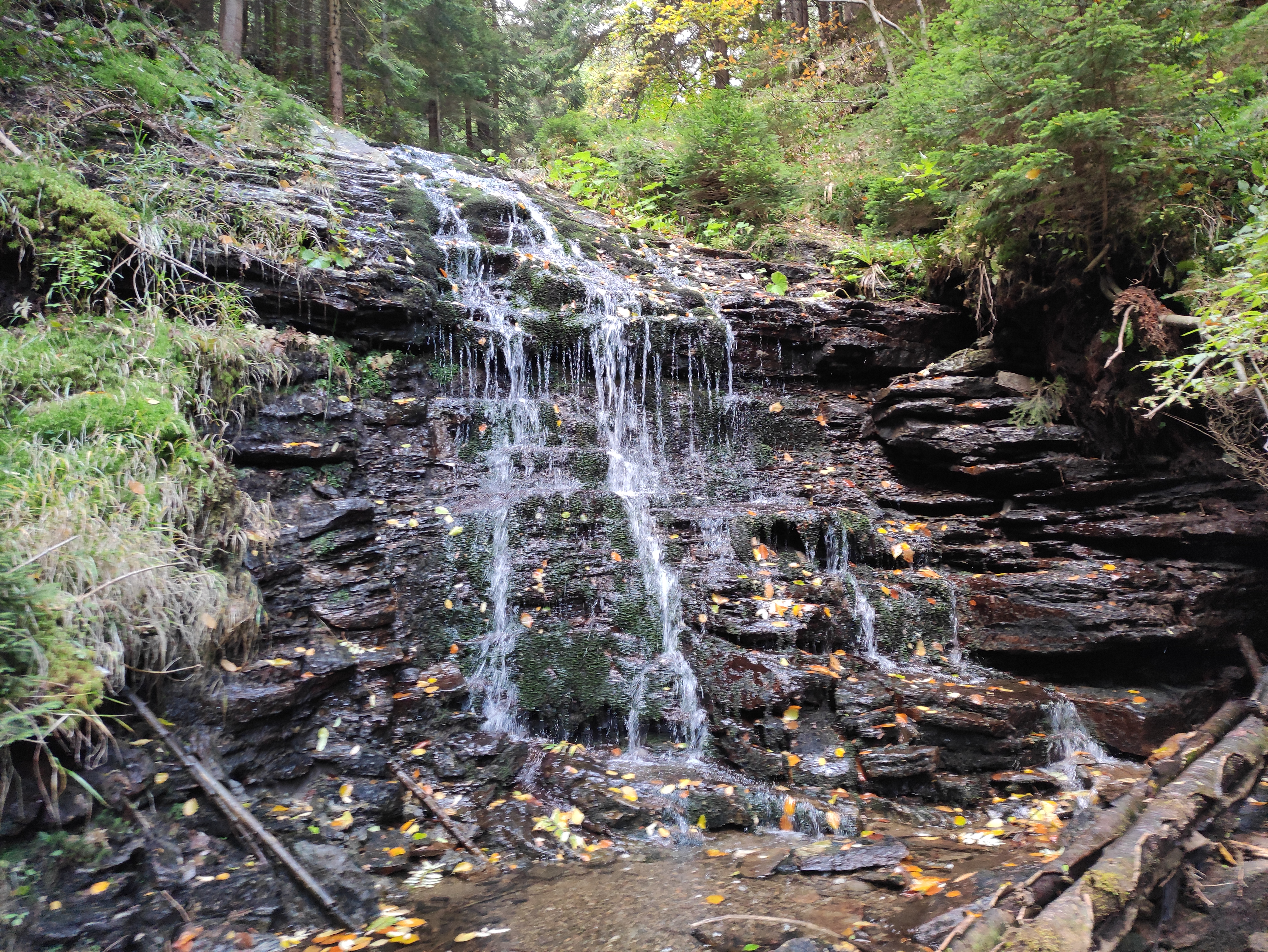
Vodopády Bystrého potoka (2021 rok)

Atrakcją dla miłośników pięknych krajobrazów są wodospady, znajdujące się przy granicach stoków płynących tam potoków. Dojście do nich jest trudne, wymaga posłużeniem się szczegółowymi mapami.
| Wodospady na stokach góry Žalostná |                          |                  |                                                                       |                               |                                       |
| Lp.                                | Wodospad                 | Potok            | Lokalizacja                                                           | Wysokość bezwzględna m n.p.m. | Wysokość wodospadu m                  |
| 1                                  | Rudohorské vodopády      | Rudohorský potok | stok południowo-wschodni, około 920 m na południowy wschód od szczytu | 850–1075                      | 3; 3; 5; 4; 2; 7,2; 4; 2,5; 6; 8,5; 2 |
| 2                                  | Vodopády Bystrého potoka | Bystrý potok     | stok północno-wschodni, około 820 m na północny wschód od szczytu     | 1000–1020                     | 6,5; 5                                |

## Ochrona przyrody
Połać szczytowa oraz część wszystkich stoków (od wysokości około 1100–1170 m n.p.m. w górę) znajdują się w obrębie narodowego rezerwatu przyrody Šerák-Keprník (cz. Národní přírodní rezervace Šerák-Keprník), będącego częścią wydzielonego obszaru objętego ochroną o nazwie Obszar Chronionego Krajobrazu Jesioniki (cz. Chráněná krajinná oblast (CHKO) Jeseníky), w celu ochrony utworów skalnych, ziemnych i roślinnych oraz rzadkich gatunków zwierząt. Na stokach góry Žalostná nie utworzono żadnych obiektów nazwanych pomnikami przyrody oraz nie wytyczono żadnych ścieżek dydaktycznych.

### Narodowy rezerwat przyrody Šerák-Keprník
Narodowy rezerwat przyrody Šerák-Keprník położony jest na wysokościach (852–1423) m n.p.m., ma powierzchnię 794,19 ha (z ochronną strefą buforową nawet 1169,83 ha) oraz został utworzony 31 grudnia 1933 roku w celu ochrony szeregu zachowanych formacji skalnych i glebowych, powstałych w wyniku surowego klimatu epoki lodowcowej, jakimi są: terasy krioplanacyjne, zręby mrozowe i tzw. tufury oraz znajdującej się na ich obszarze flory i fauny. Rezerwat jest udostępniony dla turystów. Biegną w jego obrębie szlaki zarówno turystyczne jak i szlak rowerowy oraz ścieżka dydaktyczna. Z uwagi jednak na ochronę cennego ekosystemu głębsze penetrowanie rezerwatu nie jest zalecane.

## Turystyka
W obrębie szczytu i stoków nie ma żadnego schroniska turystycznego lub hotelu górskiego. W odległości około 2,2 km na północny zachód od szczytu, na stoku góry Šerák znajduje się schronisko chata Jiřího. Do miejscowości Filipovice, ze znajdującym się w niej hotelem Stará pošta i bazą pensjonatów jest od szczytu około 3,5 km w kierunku południowo-wschodnim. Ponadto około 5 km w kierunku wschodnim od szczytu do miejscowości: Bělá pod Pradědem oraz około 5 km w kierunku północno-zachodnim od szczytu do miejscowości Ramzová z bazami turystycznymi.
Kluczowym punktem turystycznym góry jest skrzyżowanie turystyczne położone u podnóża stoku wschodniego, w odległości około 2,5 km na wschód od szczytu o nazwie (cz. Keprnický potok) z podaną na tablicy informacyjnej wysokością 631 m, przez które przechodzą wszystkie szlaki turystyczne i rowerowe.

### Chaty łowieckie
Wokół góry na stokach przy ścieżkach, położone są dwie chaty, ale nie mają one charakteru typowych schronisk turystycznych, a które zalicza się do tzw. chat łowieckich. Dojście do nich jest trudne, wymaga posłużenia się szczegółowymi mapami.
| Chaty na stokach góry Žalostná |                              |                           |                                                                         |                                               |
| Lp.                            | Chata                        | Odległość od szczytu m    | Lokalizacja                                                             | Współrzędne geograficzne                      |
| 1                              | Keprnická chata              | 610 na wschód             | stok wschodni, granica narodowego rezerwatu przyrody Šerák-Keprník      | 50°10′21,7″N 17°08′08,8″E/50,172694 17,135778 |
| 2                              | Rudohorka (Rudohorská chata) | 1560 na południowy wschód | podnóże stoku południowo-wschodniego, w pobliżu potoku Rudohorský potok | 50°09′45,2″N 17°08′37,9″E/50,162556 17,143861 |

### Szlaki turystyczne
Klub Czeskich Turystów (cz. Klub Českých Turistů) wytyczył w obrębie stoków dwa szlaki turystyczne na trasach:
 Lipová-lázně – góra Sněhulák – góra Strmý – góra Obří skály – góra Šerák – schronisko chata Jiřího na Šeráku – przełęcz Sedlo pod Keprníkem – góra Šumný – Filipovice
 Kouty nad Desnou – Suchá hora – góra Šindelná hora–JZ – góra Šindelná hora – góra Červená hora – Vřesová studánka – Kamenne okno – szczyt Točník – Bělá pod Pradědem

### Szlaki rowerowe i trasy narciarskie
Przez górę przechodzą również dwa szlaki rowerowe na trasach:
 Spojená cesta – góra Zaječí hora – góra Nad Borovým – Bělá pod Pradědem – góra Žalostná – góra Šumný – przełęcz Sedlo pod Keprníkem – góra Šerák – Mračná hora – góra Černava – Ostružná – Petříkov
 V Mlýnkách – góra Nad Výrovkou – góra Točník – Filipovice – Jeřáb – źródło Mariin pramen – góra Velký Klín – Pod Velkým Klínem
W okresach ośnieżenia wzdłuż szlaków rowerowych przebiegają trasy narciarstwa biegowego. W obrębie góry nie poprowadzono żadnej trasy narciarstwa zjazdowego.